# EPCR Challenge Cup 2024/25
Der EPCR Challenge Cup 2024/25 war die vierte Ausgabe des EPCR Challenge Cup, des zweitrangigen europäischen Pokalwettbewerbs im Rugby Union. Dieser Wettbewerb ist der Nachfolger des European Challenge Cup und des European Rugby Challenge Cup. Es waren 22 Teams aus acht Ländern beteiligt. Die Gruppenphase dauerte vom 8. Dezember 2024 bis zum 21. Januar 2025, gefolgt von der K.-o.-Phase. Das Finale fand am 23. Mai 2025 in Cardiff statt. Den Titel gewann das englische Team Bath Rugby.

## Teilnehmer
Teilnahmeberechtigt waren folgende Teams:
- 2 Teams der englischen Premiership Rugby, die sich nicht für den European Rugby Champions Cup 2024/25 qualifiziert haben.
- 6 Teams der französischen Top 14, die sich nicht für den Champions Cup 2025/26 qualifiziert haben.
- 8 Teams aus Italien, Irland, Schottland, Südafrika und Wales, entsprechend den acht schlechtesten Teams der United Rugby Championship.
- je 1 eingeladenes Team aus Südafrika und Georgien

## Einteilung und Modus
Die Teams wurden in drei Sechsergruppen eingeteilt, basierend auf den Leistungen in ihren jeweiligen Meisterschaften in der vergangenen Saison. Die Teams einer Gruppe spielten in der Gruppenphase gegen vier andere Teams, entweder zuhause oder auswärts. Die vier besten jeder Gruppe erreichten das Achtelfinale, wo sie auf die Fünftplatzierten jeder Gruppe des European Rugby Champions Cup 2024/25 trafen.
Punkte wurden wie folgt vergeben:
- vier Punkte für einen Sieg
- zwei Punkte für ein Unentschieden
- einen Bonuspunkt bei vier oder mehr Versuchen
- einen Bonuspunkt bei einer Niederlage mit sieben oder weniger Punkten Differenz

## Gruppenphase

### Gruppe 1
|     | Team                         | Spiele | Siege | Unent. | Ndlg. | Spiel- punkte | Diff. | Bonus- punkte | Tabellen- punkte |
| --- | ---------------------------- | ------ | ----- | ------ | ----- | ------------- | ----- | ------------- | ---------------- |
| 01. | Connacht Rugby               | 4      | 4     | 0      | 0     | 154:73        | + 81  | 4             | 20               |
| 02. | Lyon Olympique Universitaire | 4      | 3     | 0      | 1     | 150:118       | + 32  | 2             | 14               |
| 03. | USA Perpignan                | 4      | 2     | 1      | 1     | 100:92        | + 8   | 1             | 11               |
| 04. | Cardiff Rugby                | 4      | 1     | 0      | 3     | 91:98         | − 7   | 3             | 7                |
| 05. | Cheetahs                     | 4      | 1     | 1      | 2     | 73:132        | − 59  | 0             | 6                |
| 06. | Zebre Parma                  | 4      | 0     | 0      | 4     | 70:125        | − 55  | 2             | 2                |

| 7. Dezember 2024 16:15 MEZ | Lyon Olympique Universitaire | 37 : 26         | Cardiff Rugby | Stade de Gerland, Lyon Zuschauer: 14.073 Schiedsrichter: Hollie Davidson (Schottland) |
| 7. Dezember 2024 16:15 MEZ | Versuche: Dumortier (2) 7. n.erh., 38. n.erh. Parisien 25. erh. Charcosset 48. erh. Gonzalez 63. erh. Erhöhungen: Méliande (3/5) Straftritte: Meliande (1/1) 70. Gonzalez (1/1) 75. | (17:14) Bericht | Versuche: Adams 4. erh. Southworth 16. erh. Bevan 54. erh. Hamer-Webb 62. n.erh. Erhöhungen: de Beer (2/2) Sheedy (1/2) | Stade de Gerland, Lyon Zuschauer: 14.073 Schiedsrichter: Hollie Davidson (Schottland) |

| 7. Dezember 2024 20:00 WEZ | Connacht Rugby | 43 : 12        | Zebre Parma                                                        | Galway Sportsgrounds, Galway Zuschauer: 2672 Schiedsrichter: Adam Jones (Wales) |
| 7. Dezember 2024 20:00 WEZ | Versuche: Mullins (3) 23. n.erh., 29. erh., 64. n.erh. Tierney-Martin 35. n.erh. Boyle (2) 43. erh., 80+1. erh. Cordero 72. erh. Erhöhungen: Carty (2/5) Naughton (2/2) | (17:5) Bericht | Versuche: Stavile 7. n.erh. Fusco 77. erh. Erhöhungen: Da Re (1/2) | Galway Sportsgrounds, Galway Zuschauer: 2672 Schiedsrichter: Adam Jones (Wales) |

| 8. Dezember 2024 14:00 MEZ | Cheetahs | 20 : 20         | USA Perpignan | Nationaal Rugby Centrum, Amsterdam Zuschauer: 2300 Schiedsrichter: Federico Vedovelli (Italien) |
| 8. Dezember 2024 14:00 MEZ | Versuche: Rudolph 9. n.erh. van der Westhuizen 16. n.erh. Maartens 64. erh. Erhöhungen: Wentzel (1/3) Straftritte: Wentzel (1/1) 78. | (10:17) Bericht | Versuche: Aucagne 2. n.erh. Toganiyadrava 30. erh. Poulet 39. n.erh. Erhöhungen: Aucagne (1/3) Straftritte: Aucagne (1/1) 79. | Nationaal Rugby Centrum, Amsterdam Zuschauer: 2300 Schiedsrichter: Federico Vedovelli (Italien) |

| 14. Dezember 2024 14:00 MEZ | Zebre Parma                                                                                            | 19 : 21       | Lyon Olympique Universitaire                                                             | Stadio Sergio Lanfranchi, Parma Zuschauer: 1450 Schiedsrichter: Ben Breakspear (Irland) |
| 14. Dezember 2024 14:00 MEZ | Versuche: Bartolomeo 24. n.erh. Prisciantelli 45. erh. Nasove 68. erh. Erhöhungen: Prisciantelli (2/3) | (5:7) Bericht | Versuche: González 19. erh. Ioane 64. erh. Saginadse 71. erh. Erhöhungen: Méliande (3/3) | Stadio Sergio Lanfranchi, Parma Zuschauer: 1450 Schiedsrichter: Ben Breakspear (Irland) |

| 14. Dezember 2024 20:00 WEZ | Cardiff Rugby                                                                                   | 26 : 10        | Cheetahs                                                                            | Cardiff Arms Park, Cardiff Zuschauer: 5410 Schiedsrichter: Eoghan Cross (Irland) |
| 14. Dezember 2024 20:00 WEZ | Versuche: Adams (2) 17. erh., 56. erh. Bowen 46. erh. Strafversuch 67. Erhöhungen: Sheedy (3/3) | (5:10) Bericht | Versuche: de Haas 31. erh. Erhöhungen: Wentzel (1/1) Straftritte: Wentzel (1/1) 36. | Cardiff Arms Park, Cardiff Zuschauer: 5410 Schiedsrichter: Eoghan Cross (Irland) |

| 15. Dezember 2024 14:00 MEZ | USA Perpignan | 18 : 31        | Connacht Rugby | Stade Aimé-Giral, Perpignan Zuschauer: 8092 Schiedsrichter: Sara Cox (England) |
| 15. Dezember 2024 14:00 MEZ | Versuche: Boyer-Gallardo 17. n.erh. Joseph 50. erh. Erhöhungen: Aucagne (1/2) Straftritte: Aucagne (2/3) 27., 44. | (8:19) Bericht | Versuche: Ralston 6. erh. de Buitlear 10. erh. Mullins 36. n.erh. Boyle 57. erh. McBurney 78. n.erh. Erhöhungen: Carty (3/5) | Stade Aimé-Giral, Perpignan Zuschauer: 8092 Schiedsrichter: Sara Cox (England) |

| 11. Januar 2025 20:00 MEZ | USA Perpignan | 23 : 20        | Cardiff Rugby                                                                                           | Stade Aimé-Giral, Perpignan Zuschauer: 8016 Schiedsrichter: Gianluca Gnecchi (Italien) |
| 11. Januar 2025 20:00 MEZ | Versuche: Allan 39. erh. Veredamu 49. n.erh. Velarte 61. n.erh. Erhöhungen: Allan (1/2) Straftritte: Allan (2/2) 3., 48. | (10:3) Bericht | Versuche: Lee-Lo 42. erh. Mulder 69. erh. Erhöhungen: de Beer (2/2) Straftritte: de Beer (2/2) 35., 53. | Stade Aimé-Giral, Perpignan Zuschauer: 8016 Schiedsrichter: Gianluca Gnecchi (Italien) |

| 11. Januar 2025 20:00 WEZ | Connacht Rugby | 52 : 24         | Lyon Olympique Universitaire | Galway Sportsgrounds, Galway Zuschauer: 4024 Schiedsrichter: Hollie Davidson (Schottland) |
| 11. Januar 2025 20:00 WEZ | Versuche: B. Murphy (3) 1. erh., 38. n.erh., 45. n.erh. Jansen 14. n.erh. Bealham 17. erh. J. Murphy 41. n.erh. Aungier 53. n.erh. Tierney-Martin 72. n.erh. Hurley-Langton 80.+3 n.erh. Erhöhungen: Ioane (2/6) Straftritte: Ioane (1/1) 34. | (27:10) Bericht | Versuche: Matavesi 23. erh. Regard 48. erh. Marchand 68. erh. Erhöhungen: Page-Relo (1/1) Meliande (2/2) Straftritte: Page-Relo (1/1) 11. | Galway Sportsgrounds, Galway Zuschauer: 4024 Schiedsrichter: Hollie Davidson (Schottland) |

| 12. Januar 2025 14:00 MEZ | Cheetahs | 22 : 18         | Zebre Parma | Nationaal Rugby Centrum, Amsterdam Zuschauer: 2500 Schiedsrichter: Peter Martin (Irland) |
| 12. Januar 2025 14:00 MEZ | Versuche: Annies 2. erh. Rudolph 35. erh. Jasper 80. n.erh. Erhöhungen: Wentzel (2/3) Straftritte: Wentzel (1/3) 27. | (17:11) Bericht | Versuche: Gesi 22. n.erh. Di Bartolomeo 44. erh. Erhöhungen: Dominguez (1/2) Straftritte: Dominguez (2/4) 1., 31. | Nationaal Rugby Centrum, Amsterdam Zuschauer: 2500 Schiedsrichter: Peter Martin (Irland) |

| 17. Januar 2025 20:00 WEZ | Cardiff Rugby                                                                    | 19 : 28        | Connacht Rugby                                                                                                   | Cardiff Arms Park, Cardiff Zuschauer: 6321 Schiedsrichter: Morné Ferreira (Südafrika) |
| 17. Januar 2025 20:00 WEZ | Versuche: Lloyd 17. erh. Young (2) 42. erh., 58. n.erh. Erhöhungen: Thomas (2/3) | (7:14) Bericht | Versuche: Murphy 13. erh. Joyce 36. erh. Ralston 53. erh. Devine 65. erh. Erhöhungen: Ioane (3/3) Hanrahan (1/1) | Cardiff Arms Park, Cardiff Zuschauer: 6321 Schiedsrichter: Morné Ferreira (Südafrika) |

| 18. Januar 2025 18:30 MEZ | Lyon Olympique Universitaire | 68 : 21        | Cheetahs                                                                                 | Stade de Gerland, Lyon Zuschauer: 15.620 Schiedsrichter: Sara Cox (England) |
| 18. Januar 2025 18:30 MEZ | Versuche: Niniaschwili 9. erh. Cretin 20. erh. Maraku (2) 25. erh., 31. n.erh. Page-Rielo 40. erh. Ioane 47. erh. Berdeu (2) 51. erh., 81. erh. Roussel 70. erh. Chat 77. erh. Erhöhungen: Berdeu (9/10) | (33:7) Bericht | Versuche: Maartens 7. erh. Nkabinde 65. erh. Volschenk 74. erh. Erhöhungen: Jasper (3/3) | Stade de Gerland, Lyon Zuschauer: 15.620 Schiedsrichter: Sara Cox (England) |

| 19. Januar 2025 16:15 MEZ | Zebre Parma | 21 : 39        | USA Perpignan | Stadio Sergio Lanfranchi, Parma Zuschauer: 1817 Schiedsrichter: Eoghan Cross (Irland) |
| 19. Januar 2025 16:15 MEZ | Versuche: Gregory 35. erh. Licata 52. erh. Nasove 66. erh. Erhöhungen: Dominguez (2/2) Straftritte: Montemauri (1/1) 66. | (7:14) Bericht | Versuche: Buliruarua 19. n.erh. Naqalevu (2) 56. erh., 71. erh. Toganiyadrava 74. n.erh. Erhöhungen: Aucagne (2/4) Straftritte: Aucagne (5/5) 8., 15., 28., 51., 80. | Stadio Sergio Lanfranchi, Parma Zuschauer: 1817 Schiedsrichter: Eoghan Cross (Irland) |

### Gruppe 2
|     | Team                      | Spiele | Siege | Unent. | Ndlg. | Spiel- punkte | Diff. | Bonus- punkte | Tabellen- punkte |
| --- | ------------------------- | ------ | ----- | ------ | ----- | ------------- | ----- | ------------- | ---------------- |
| 01. | Montpellier Hérault Rugby | 4      | 4     | 0      | 0     | 131:41        | + 90  | 3             | 19               |
| 02. | Ospreys                   | 4      | 3     | 0      | 1     | 111:116       | – 5   | 3             | 15               |
| 03. | Section Paloise           | 4      | 2     | 0      | 2     | 119:108       | + 11  | 4             | 12               |
| 04. | Lions                     | 4      | 2     | 0      | 2     | 122:103       | + 19  | 2             | 10               |
| 05. | Dragons RFC               | 4      | 1     | 0      | 3     | 61:116        | – 55  | 1             | 5                |
| 06. | Newcastle Falcons         | 4      | 0     | 0      | 4     | 55:115        | – 60  | 0             | 0                |

| 6. Dezember 2024 20:00 WEZ | Dragons RFC                                                          | 14 : 18         | Montpellier Hérault Rugby                                                                                  | Rodney Parade, Newport Zuschauer: 4012 Schiedsrichter: Morné Ferreira (Südafrika) |
| 6. Dezember 2024 20:00 WEZ | Versuche: Basham 27. erh. O’Brien 40. erh. Erhöhungen: O’Brien (2/2) | (14:18) Bericht | Versuche: Tambwe 13. n.erh. Tauleigne 20. erh. Erhöhungen: Barreau (1/2) Straftritte: Barreau (2/2) 4., 9. | Rodney Parade, Newport Zuschauer: 4012 Schiedsrichter: Morné Ferreira (Südafrika) |

| 8. Dezember 2024 14:00 MEZ | Section Paloise | 32 : 19        | Newcastle Falcons                                                                                      | Stade du Hameau, Pau Zuschauer: 8675 Schiedsrichter: Franco Rosella (Italien) |
| 8. Dezember 2024 14:00 MEZ | Versuche: Grandidier Nkanang 17. n.erh. Maximin 53. erh. Delhommel 63. erh. Roudil 79. erh. Erhöhungen: Desperes (3/4) Straftritte: Desperes (2/2) 9., 33. | (11:7) Bericht | Versuche: Fletcher (2) 13. erh., 43. n.erh. Lockwood 58. erh. Erhöhungen: Wilkinson (1/2) Connon (1/1) | Stade du Hameau, Pau Zuschauer: 8675 Schiedsrichter: Franco Rosella (Italien) |

| 8. Dezember 2024 15:15 WEZ | Ospreys | 30 : 14        | Lions                                                                             | Swansea.com Stadium, Swansea Zuschauer: 2877 Schiedsrichter: Kévin Bralley (Frankreich) |
| 8. Dezember 2024 15:15 WEZ | Versuche: Morgan 27. erh. Giles 44. n.erh. Hardy 47. erh. Edwards 78. n.erh. Erhöhungen: Williams (2/4) Straftritte: Williams (2/2) 21., 35. | (13:7) Bericht | Versuche: Marais 10. erh. Cronjé 75. erh. Erhöhungen: Francis (1/1) Nohamba (1/1) | Swansea.com Stadium, Swansea Zuschauer: 2877 Schiedsrichter: Kévin Bralley (Frankreich) |

| 14. Dezember 2024 14:00 MEZ | Montpellier Hérault Rugby | 59 : 15        | Ospreys                                                                                              | GGL Stadium, Montpellier Zuschauer: 7793 Schiedsrichter: Adam Leal (England) |
| 14. Dezember 2024 14:00 MEZ | Versuche: Martins 10. erh. DuGuid 14. erh. Uelese 29. erh. Coly 36. n.erh. Akrab 42. erh. Moustin 51. n.erh. Cadot 53. erh. Forletta 62. erh. Tambwe 66. erh. Erhöhungen: Coly (4/5) Hogg (3/4) | (26:3) Bericht | Versuche: Boshoff 69. n.erh. Giles 80.+2 erh. Erhöhungen: Edwards (1/2) Dropgoals: Edwards (1/1) 33. | GGL Stadium, Montpellier Zuschauer: 7793 Schiedsrichter: Adam Leal (England) |

| 14. Dezember 2024 17:15 SAST | Lions | 43 : 35         | Section Paloise | Ellis Park Stadium, Johannesburg Zuschauer: 2042 Schiedsrichter: Anthony Woodthorpe (England) |
| 14. Dezember 2024 17:15 SAST | Versuche: van der Merwe 12. erh. van den Berg 20. erh. Botha 40. n.erh. Strafversuch 49. J. Schoeman 53. erh. R. Schoeman 61. erh. Erhöhungen: Wolhuter (4/5) Straftritte: Wolhuter (1/1) 70. | (19:16) Bericht | Versuche: Jooste 9. erh. Desperes 44. erh. Ruffenach 63. n.erh. Bouhier 75. erh. Erhöhungen: Desperes (3/4) Straftritte: Desperes (3/3) 16., 24., 38. | Ellis Park Stadium, Johannesburg Zuschauer: 2042 Schiedsrichter: Anthony Woodthorpe (England) |

| 15. Dezember 2024 15:15 WEZ | Newcastle Falcons                                                     | 14 : 22        | Dragons RFC | Kingston Park, Newcastle upon Tyne Zuschauer: 2801 Schiedsrichter: Federico Vedovelli (Italien) |
| 15. Dezember 2024 15:15 WEZ | Versuche: Radwan 36. erh. Hearle 46. erh. Erhöhungen: Wilkinson (2/2) | (7:10) Bericht | Versuche: Martínez 15. erh. Wainwright 49. n.erh. Anderson 59. erh. Erhöhungen: O’Brien (1/2) Evans (1/1) Straftritte: O’Brien (1/1) 34. | Kingston Park, Newcastle upon Tyne Zuschauer: 2801 Schiedsrichter: Federico Vedovelli (Italien) |

| 11. Januar 2025 17:30 WEZ | Ospreys | 35 : 15         | Newcastle Falcons                                                                                      | Swansea.com Stadium, Swansea Zuschauer: 3198 Schiedsrichter: Kévin Bralley (Frankreich) |
| 11. Januar 2025 17:30 WEZ | Versuche: Walsh (2) 15. erh., 64. erh. Parry 26. erh. Kasende 30. erh. Hardy 67. erh. Erhöhungen: Edwards (5/5) | (21:10) Bericht | Versuche: Brown 6. erh. Pepper 77. n.erh. Erhöhungen: Wilkinson (1/2) Straftritte: Wilkinson (1/2) 17. | Swansea.com Stadium, Swansea Zuschauer: 3198 Schiedsrichter: Kévin Bralley (Frankreich) |

| 11. Januar 2025 18:30 MEZ | Montpellier Hérault Rugby | 28 : 5        | Lions                     | GGL Stadium, Montpellier Zuschauer: 7500 Schiedsrichter: Ben Breakspear (Wales) |
| 11. Januar 2025 18:30 MEZ | Versuche: Tauleigne 2. erh. Bernadet (2) 53. erh., 60. erh. Simmonds 71. erh. Erhöhungen: Vincent (3/3) Straftritte: Barreau (1/1) 72. | (7:0) Bericht | Versuche: Horn 46. n.erh. | GGL Stadium, Montpellier Zuschauer: 7500 Schiedsrichter: Ben Breakspear (Wales) |

| 12. Januar 2025 15:15 WEZ | Dragons RFC                                                                                        | 15 : 24       | Section Paloise | Rodney Parade, Newport Zuschauer: 4009 Schiedsrichter: Aimee Barrett-Theron (Südafrika) |
| 12. Januar 2025 15:15 WEZ | Versuche: Wainwright 37. n.erh. Dyer 77. erh. Erhöhungen: Evans (1/1) Straftritte: Evans (1/1) 13. | (8:9) Bericht | Versuche: Mondinat 52. erh. Jooste 63. n.erh. Erhöhungen: Desperes (1/2) Straftritte: Desperes (4/4) 11., 23., 28., 47. | Rodney Parade, Newport Zuschauer: 4009 Schiedsrichter: Aimee Barrett-Theron (Südafrika) |

| 17. Januar 2025 20:00 WEZ | Newcastle Falcons                                     | 7 : 26        | Montpellier Hérault Rugby | Kingston Park, Newcastle upon Tyne Zuschauer: 3885 Schiedsrichter: Filippo Russo (Italien) |
| 17. Januar 2025 20:00 WEZ | Versuche: Hearle 32. erh. Erhöhungen: Wilkinson (1/1) | (7:7) Bericht | Versuche: Bernadet 1. erh. Serfontein 46. erh. Akrab 59. n.erh. Martins 68. erh. Erhöhungen: Darmon (1/1) Barreau (2/3) 47., 69. | Kingston Park, Newcastle upon Tyne Zuschauer: 3885 Schiedsrichter: Filippo Russo (Italien) |

| 18. Januar 2025 14:00 MEZ | Section Paloise                                                                                               | 28 : 31        | Ospreys | Stade du Hameau, Pau Zuschauer: 6974 Schiedsrichter: Federico Vedovelli (Italien) |
| 18. Januar 2025 14:00 MEZ | Versuche: Attissogbé 7. erh. Brau-Boirie 37. erh. Strafversuch 64. Roudil 68. erh. Erhöhungen: Desperes (3/3) | (14:7) Bericht | Versuche: Conbeer 14. erh. Boshoff 44. erh. Morgan 54. n.erh. Edwards 73. n.erh. Davies 75. erh. Erhöhungen: Edwards (3/5) | Stade du Hameau, Pau Zuschauer: 6974 Schiedsrichter: Federico Vedovelli (Italien) |

| 18. Januar 2025 17:15 SAST | Lions | 60 : 10        | Dragons RFC                                                               | Ellis Park Stadium, Johannesburg Zuschauer: 2562 Schiedsrichter: Evan Urruzmendi (Frankreich) |
| 18. Januar 2025 17:15 SAST | Versuche: Horn (2) 8. erh., 48. n.erh. Francis 15. erh. Venter (2) 22. erh., 65. erh. Mafura 26. erh. Lombard 56. n.erh. Visagie 61. n.erh. Rass 80. erh. Erhöhungen: Francis (4/4) Lombard (2/5) Straftritte: Francis (1/1) 3. | (31:3) Bericht | Versuche: Latu 53. erh. Erhöhungen: Reed (1/1) Straftritte: Reed (1/2) 7. | Ellis Park Stadium, Johannesburg Zuschauer: 2562 Schiedsrichter: Evan Urruzmendi (Frankreich) |

### Gruppe 3
|     | Team             | Spiele | Siege | Unent. | Ndlg. | Spiel- punkte | Diff. | Bonus- punkte | Tabellen- punkte |
| --- | ---------------- | ------ | ----- | ------ | ----- | ------------- | ----- | ------------- | ---------------- |
| 01. | Edinburgh Rugby  | 4      | 3     | 0      | 1     | 127:67        | + 60  | 4             | 16               |
| 02. | Aviron Bayonnais | 4      | 3     | 0      | 1     | 125:101       | + 24  | 2             | 14               |
| 03. | Scarlets         | 4      | 2     | 0      | 2     | 97:94         | + 3   | 3             | 11               |
| 04. | Gloucester Rugby | 4      | 2     | 0      | 2     | 82:115        | − 33  | 1             | 9                |
| 05. | RC Vannes        | 4      | 1     | 0      | 3     | 115:108       | + 7   | 4             | 8                |
| 06. | Black Lion       | 4      | 1     | 0      | 3     | 71:132        | − 61  | 0             | 4                |

| 6. Dezember 2024 20:00 WEZ | Gloucester Rugby                                                                                      | 15 : 10       | Edinburgh Rugby                                                                     | Kingsholm Stadium, Gloucester Zuschauer: 9482 Schiedsrichter: Ludovic Cayre (Frankreich) |
| 6. Dezember 2024 20:00 WEZ | Versuche: Blake 11. erh. Tuisue 65. n.erh. Erhöhungen: Carreras (1/2) Straftritte: Carreras (1/1) 46. | (7:7) Bericht | Versuche: Goosen 37. erh. Erhöhungen: Thompson (1/1) Straftritte: Healy (1/1) 80+1. | Kingsholm Stadium, Gloucester Zuschauer: 9482 Schiedsrichter: Ludovic Cayre (Frankreich) |

| 7. Dezember 2024 14:00 MEZ | Aviron Bayonnais                                                                               | 17 : 16         | Scarlets                                                                                 | Stade Jean-Dauger, Bayonne Zuschauer: 9752 Schiedsrichter: Gianluca Gnecchi (Italien) |
| 7. Dezember 2024 14:00 MEZ | Versuche: Bruni 14. erh. Lopez 24. erh. Erhöhungen: Lopez (2/2) Straftritte: Segonds (1/1) 76. | (14:13) Bericht | Versuche: Evans 40+1. erh. Erhöhungen: Lloyd (1/1) Straftritte: Lloyd (3/3) 4., 35., 74. | Stade Jean-Dauger, Bayonne Zuschauer: 9752 Schiedsrichter: Gianluca Gnecchi (Italien) |

| 7. Dezember 2024 14:00 GET | Black Lion                                                                                               | 22 : 19        | RC Vannes | Micheil-Meschi-Stadion, Tiflis Zuschauer: 6235 Schiedsrichter: Eoghan Cross (Irland) |
| 7. Dezember 2024 14:00 GET | Versuche: Tabuzadse 40. erh. Erhöhungen: Matkawa (1/1) Straftritte: Matkava (5/5) 6., 29., 52., 65., 74. | (13:7) Bericht | Versuche: Varney 19. erh. Erhöhungen: Debaes (1/1) Straftritte: Debaes (3/3) 45., 49., 54. Cotarmanac'h (1/1) 69. | Micheil-Meschi-Stadion, Tiflis Zuschauer: 6235 Schiedsrichter: Eoghan Cross (Irland) |

| 13. Dezember 2024 20:00 WEZ | Edinburgh Rugby | 52 : 12        | Aviron Bayonnais                                                     | Edinburgh Rugby Stadium, Edinburgh Zuschauer: 5885 Schiedsrichter: Morné Ferreira (Südafrika) |
| 13. Dezember 2024 20:00 WEZ | Versuche: Currie 10. n.erh. Tuipulotu 37. erh. Graham (2) 45. erh., 58. n.erh. van der Merwe 50. erh. Dodd (2) 63. erh., 70. erh. Ritchie 70. erh. Erhöhungen: Thompson (3/5) Healy (3/3) | (12:0) Bericht | Versuche: Martin 42. n.erh. Germain 49. erh. Erhöhungen: Lopez (1/2) | Edinburgh Rugby Stadium, Edinburgh Zuschauer: 5885 Schiedsrichter: Morné Ferreira (Südafrika) |

| 14. Dezember 2024 18:30 MEZ | RC Vannes | 43 : 19        | Gloucester Rugby                                                                                    | Stade de la Rabine, Vannes Zuschauer: 11.815 Schiedsrichter: Saba Abulaschwili (Georgien) |
| 14. Dezember 2024 18:30 MEZ | Versuche: Benmegal (2) 1. erh., 46. erh. Ruru (2) 2. erh., 8. n.erh. Chateau 66. erh. Blanchard 70. erh. Erhöhungen: Lafage (5/6) Straftritte: Lafage (1/1) 80. | (19:7) Bericht | Versuche: Harris 4. erh. Blackmore 54. erh. Morris 58. n.erh. Erhöhungen: Barton (1/1) Taylor (1/2) | Stade de la Rabine, Vannes Zuschauer: 11.815 Schiedsrichter: Saba Abulaschwili (Georgien) |

| 15. Dezember 2024 13:00 MEZ | Scarlets | 36 : 18         | Black Lion | Parc y Scarlets, Llanelli Zuschauer: 6013 Schiedsrichter: Kévin Bralley (Frankreich) |
| 15. Dezember 2024 13:00 MEZ | Versuche: Davies 2. erh. Macleod (2) 16. n.erh., 42. erh. Williams 28. erh. Hughes 78. erh. Erhöhungen: Costelow (4/5) Straftritte: Costelow (1/1) 68. | (19:11) Bericht | Versuche: Iwanischwili 32. n.erh. Babunaschwili 60. erh. Erhöhungen: Zirekidse (1/1) Straftritte: Matkawa (2/2) 9., 11. | Parc y Scarlets, Llanelli Zuschauer: 6013 Schiedsrichter: Kévin Bralley (Frankreich) |

| 10. Januar 2025 20:00 MEZ | Gloucester Rugby | 31 : 7         | Scarlets                                         | Kingsholm Stadium, Gloucester Zuschauer: 11.441 Schiedsrichter: Jérémy Rozier (Frankreich) |
| 10. Januar 2025 20:00 MEZ | Versuche: Englefield 3. erh. Clement 16. erh. Barton 30. n.erh. Blake 50. n.erh. Wade 73. erh. Erhöhungen: Carreras (2/4) Barton (1/1) | (19:0) Bericht | Versuche: James 64. erh. Erhöhungen: Lloyd (1/1) | Kingsholm Stadium, Gloucester Zuschauer: 11.441 Schiedsrichter: Jérémy Rozier (Frankreich) |

| 11. Januar 2025 14:00 MEZ | RC Vannes | 25 : 29         | Edinburgh Rugby | Stade de la Rabine, Vannes Zuschauer: 11.792 Schiedsrichter: Federico Vedovelli (Italien) |
| 11. Januar 2025 14:00 MEZ | Versuche: Edwards 24. erh. Taccola 37. erh. Vili 65. n.erh. Erhöhungen: Lebail (2/2) Straftritte: Lebail (2/2) 15., 46. | (17:19) Bericht | Versuche: Goosen 7. n.erh. Price (2) 16. erh., 28. erh. van der Merwe 60. erh. Erhöhungen: Healy (2/3) Thompson (1/1) Straftritte: Thompson (1/1) 71. | Stade de la Rabine, Vannes Zuschauer: 11.792 Schiedsrichter: Federico Vedovelli (Italien) |

| 11. Januar 2025 19:15 GET | Black Lion                                                                                       | 16 : 41         | Aviron Bayonnais | Micheil-Meschi-Stadion, Tiflis Zuschauer: 6700 Schiedsrichter: Anthony Woodthorpe (England) |
| 11. Januar 2025 19:15 GET | Versuche: Iwanischwili 39. erh. Erhöhungen: Matkawa (1/1) Straftritte: Matkawa (3/4) 2., 6., 26. | (16:17) Bericht | Versuche: Heguy 11. erh. Tiberghien 15. erh. Hannoun (2) 42. n.erh., 51. erh. Martin 61. n.erh. Martocq 63. erh. Erhöhungen: Germain (4/6) Straftritte: Germain (1/1) 28. | Micheil-Meschi-Stadion, Tiflis Zuschauer: 6700 Schiedsrichter: Anthony Woodthorpe (England) |

| 18. Januar 2025 17:30 MEZ | Scarlets | 38 : 28        | RC Vannes | Parc y Scarlets, Llanelli Zuschauer: 5773 Schiedsrichter: Aimee Barrett-Theron (Südafrika) |
| 18. Januar 2025 17:30 MEZ | Versuche: Macleod (2) 6. erh., 20. erh. Murray 26. n.erh. Davies 32. erh. Rogers 37. n.erh. van der Merwe 53. erh. Erhöhungen: Lloyd (4/6) | (31:0) Bericht | Versuche: Camou 48. erh. Uhila 64. erh. Surano 75. erh. Boulier 80. erh. Erhöhungen: Cotarmanach (1/1) Straftritte: Lafage (3/3) 64., 76., 80. | Parc y Scarlets, Llanelli Zuschauer: 5773 Schiedsrichter: Aimee Barrett-Theron (Südafrika) |

| 19. Januar 2025 13:00 WEZ | Edinburgh Rugby | 36 : 15        | Black Lion                                                                                                   | Edinburgh Rugby Stadium, Edinburgh Zuschauer: 6538 Schiedsrichter: Jérémy Rozier (Frankreich) |
| 19. Januar 2025 13:00 WEZ | Versuche: Skinner 1. erh. Goosen 23. erh. Crosbie 28. erh. Currie 43. erh. Harrison 49. n.erh. Erhöhungen: Healy (4/5) Straftritte: Healey (1/1) 10. | (24:3) Bericht | Versuche: Kwatadse 66. erh. Apziauri 72. n.erh. Erhöhungen: Matkawa (1/2) 66. Straftritte: Matkawa (1/1) 19. | Edinburgh Rugby Stadium, Edinburgh Zuschauer: 6538 Schiedsrichter: Jérémy Rozier (Frankreich) |

| 19. Januar 2025 14:00 MEZ | Aviron Bayonnais | 55 : 17         | Gloucester Rugby                                                                                                   | Stade Jean-Dauger, Bayonne Zuschauer: 13.210 Schiedsrichter: Ben Breakspear (Wales) |
| 19. Januar 2025 14:00 MEZ | Versuche: Germain 9. n.erh. Martin 32. erh. Lopez 38. erh. Mori 43. erh. Bosch 57. n.erh. Tiberghien (2) 66. erh., 68. erh. Habel-Kueffner 75. erh. Erhöhungen: Lopez (3/5) Segonds (3/3) Straftritte: Lopez (1/1) 30. | (22:10) Bericht | Versuche: Chapman 3. erh. Jordan 78. erh. Erhöhungen: Barton (1/1) 4. Atkinson (1/1) Straftritte: Barton (1/1) 23. | Stade Jean-Dauger, Bayonne Zuschauer: 13.210 Schiedsrichter: Ben Breakspear (Wales) |

## K.-o.-Runde

### Setzliste
1. Connacht Rugby
2. Montpellier Hérault Rugby
3. Edinburgh Rugby
4. Ospreys
5. Lyon Olympique Universitaire
6. Aviron Bayonnais
7. Section Paloise
8. USA Perpignan
9. Racing 92 (Champions Cup)
10. Bath Rugby (Champions Cup)
11. Bulls (Champions Cup)
12. Sharks (Champions Cup)
13. Scarlets
14. Lions
15. Gloucester Rugby
16. Cardiff Rugby

### Turnierbaum
|  | Achtelfinale              | Achtelfinale |  |  | Viertelfinale    | Viertelfinale |    |                 | Halbfinale | Halbfinale |  |  | Finale | Finale |
|  |                           |              |  |  |                  |               |    |                 |            |            |  |  |        |        |
|  | Edinburgh Rugby           | 24           |  |  |                  |               |    |                 |            |            |  |  |        |        |
|  | Lions                     | 12           |  |  | Edinburgh Rugby  | 34            |    |                 |            |            |  |  |        |        |
|  | Aviron Bayonnais          | 22           |  |  | Bulls            | 28            |    |                 |            |            |  |  |        |        |
|  | Bulls                     | 32           |  |  |                  |               |    | Edinburgh Rugby | 24         |            |  |  |        |        |
|  | Section Paloise           | 24           |  |  |                  | Bath Rugby    | 39 |                 |            |            |  |  |        |        |
|  | Bath Rugby                | 49           |  |  | Bath Rugby       | 61            |    |                 |            |            |  |  |        |        |
|  | Montpellier Hérault Rugby | 17           |  |  | Gloucester Rugby | 26            |    |                 |            |            |  |  |        |        |
|  | Gloucester Rugby          | 24           |  |  |                  |               |    |                 | Bath Rugby | 37         |  |  |        |        |
|  | Ospreys                   | 36           |  |  |                  | Lyon OU       | 12 |                 |            |            |  |  |        |        |
|  | Scarlets                  | 14           |  |  | Ospreys          | 18            |    |                 |            |            |  |  |        |        |
|  | Lyon OU                   | 34           |  |  | Lyon OU          | 20            |    |                 |            |            |  |  |        |        |
|  | Sharks                    | 21           |  |  |                  |               |    | Lyon OU         | 29         |            |  |  |        |        |
|  | Connacht Rugby            | 35           |  |  |                  | Racing 92     | 15 |                 |            |            |  |  |        |        |
|  | Cardiff Rugby             | 20           |  |  | Connacht Rugby   | 40            |    |                 |            |            |  |  |        |        |
|  | USA Perpignan             | 18           |  |  | Racing 92        | 43            |    |                 |            |            |  |  |        |        |
|  | Racing 92                 | 24           |  |  |                  |               |    |                 |            |            |  |  |        |        |

### Achtelfinale
| 4. April 2025 20:00 WESZ | Edinburgh Rugby                                                                                           | 24 : 12        | Lions                                                                  | Edinburgh Rugby Stadium, Edinburgh Zuschauer: 5407 Schiedsrichter: Ludovic Cayre (Frankreich) |
| 4. April 2025 20:00 WESZ | Versuche: Goosen 1. n.erh. Vellacott 9. n.erh. Ritchie 28. erh. Price 71. erh. Erhöhungen: Thompson (2/4) | (17:0) Bericht | Versuche: Horn 46. n.erh. Visagie 75. erh. Erhöhungen: Steyn (1/1) 76. | Edinburgh Rugby Stadium, Edinburgh Zuschauer: 5407 Schiedsrichter: Ludovic Cayre (Frankreich) |

| 4. April 2025 21:00 MESZ | Section Paloise | 24 : 49         | Bath Rugby | Stade du Hameau, Pau Zuschauer: 6816 Schiedsrichter: Hollie Davidson (Schottland) |
| 4. April 2025 21:00 MESZ | Versuche: Tuipulotu 26. erh. Brau-Boirie (2) 61. erh., 68. erh. Erhöhungen: Desperes (3/3) Straftritte: Desperes (1/1) 19. | (10:28) Bericht | Versuche: Muir 1. erh. Cokanasiga 21. erh. Obano 29. erh. Bayliss 34. erh. Dunn 42. erh. McConnochie 56. erh. Reid 71. erh. Erhöhungen: Donoghue (7/7) | Stade du Hameau, Pau Zuschauer: 6816 Schiedsrichter: Hollie Davidson (Schottland) |

| 5. April 2025 13:30 MESZ | Aviron Bayonnais | 22 : 32        | Bulls | Stade Jean-Dauger, Bayonne Zuschauer: 10.675 Schiedsrichter: Christophe Ridley (England) |
| 5. April 2025 13:30 MESZ | Versuche: Mori 32. n.erh. Bourdeau 48. erh. Spring 75. erh. Erhöhungen: Spring (1/1) Tiberghien (1/1) Straftritte: Germain (1/1) 5. | (8:15) Bericht | Versuche: Petersen 15. n.erh. Ludwig 38. erh. Kriel 44. erh. van Staden 67. erh. Erhöhungen: Johannes (2/3) Goosen (1/1) Straftritte: Johannes (1/1) 14. Goosen (1/1) 80. | Stade Jean-Dauger, Bayonne Zuschauer: 10.675 Schiedsrichter: Christophe Ridley (England) |

| 5. April 2025 18:30 MESZ | Montpellier Hérault Rugby                                                                  | 17 : 24         | Gloucester Rugby | GGL Stadium, Montpellier Zuschauer: 5579 Schiedsrichter: Morné Ferreira (Südafrika) |
| 5. April 2025 18:30 MESZ | Versuche: Bouthier 4. erh. Reus 9. erh. Erhöhungen: Reus (2/2) Straftritte: Reus (1/1) 40. | (17:14) Bericht | Versuche: Thomas 25. erh. Jordan 33. erh. Ackermann 57. erh. Erhöhungen: Carreras (3/3) Straftritte: Carreras (1/1) 80. | GGL Stadium, Montpellier Zuschauer: 5579 Schiedsrichter: Morné Ferreira (Südafrika) |

| 5. April 2025 20:00 WESZ | Connacht Rugby | 35 : 20        | Cardiff Rugby | Galway Sportsgrounds, Galway Zuschauer: 4217 Schiedsrichter: Luc Ramos (Frankreich) |
| 5. April 2025 20:00 WESZ | Versuche: Devine 2. erh. Jansen 40.+4 erh. Treacy 44. erh. Bolton 66. erh. Boyle 76. erh. Erhöhungen: Hanrahan (3/3) Ioane (2/2) | (14:8) Bericht | Versuche: Lee-Lo 37. n.erh. B. Thomas 53. erh. Adams 60. n.erh. Erhöhungen: B. Thomas (1/3) Straftritte: Sheedy (1/2) 12. | Galway Sportsgrounds, Galway Zuschauer: 4217 Schiedsrichter: Luc Ramos (Frankreich) |

| 5. April 2025 21:00 MESZ | USA Perpignan                                                                                          | 18 : 24         | Racing 92 | Stade Aimé-Giral, Perpignan Zuschauer: 9816 Schiedsrichter: Gianluca Gnecchi (Italien) |
| 5. April 2025 21:00 MESZ | Versuche: Allan 35. n.erh. Veredamu 53. erh. Erhöhungen: Allan (1/1) Straftritte: Allan (2/2) 13., 17. | (11:10) Bericht | Versuche: Bamba 23. erh. Joseph 41. erh. Naituvi 66. erh. Erhöhungen: Farrell (1/1) Gibert (1/1) Le Garrec (1/1) Straftritte: Farrell (1/1) 8. | Stade Aimé-Giral, Perpignan Zuschauer: 9816 Schiedsrichter: Gianluca Gnecchi (Italien) |

| 6. April 2025 17:30 WESZ | Ospreys | 36 : 14        | Scarlets                                                         | Swansea.com Stadium, Swansea Zuschauer: 9057 Schiedsrichter: Matthew Carley (England) |
| 6. April 2025 17:30 WESZ | Versuche: Beard 1. erh. Morgan 4. n.erh. R. Davies 28. erh. Lake 38. erh. Walsh 52. n.erh. Kasende 61. n.erh. Erhöhungen: D. Edwards (3/6) | (26:7) Bericht | Versuche: Murray 10. erh. James 71. erh. Erhöhungen: Lloyd (2/2) | Swansea.com Stadium, Swansea Zuschauer: 9057 Schiedsrichter: Matthew Carley (England) |

| 6. April 2025 18:30 MESZ | Lyon Olympique Universitaire | 34 : 21        | Sharks                                                                                        | Stade de Gerland, Lyon Zuschauer: 10.475 Schiedsrichter: Federico Vedovelli (Italien) |
| 6. April 2025 18:30 MESZ | Versuche: Tchaptchet 16. n.erh. William 20. erh. Charcosset 37. erh. Maraku 37. n.erh. Rattez 67. erh. Erhöhungen: Berdeu (2/4) Méliande (1/1) Straftritte: Berdeu (1/1) 7. | (27:7) Bericht | Versuche: Mbatha 4. erh. Rahl 69. erh. Masevere 79. erh. Erhöhungen: Masuku (1/1) Smith (2/2) | Stade de Gerland, Lyon Zuschauer: 10.475 Schiedsrichter: Federico Vedovelli (Italien) |

### Viertelfinale
| 12. April 2025 12:30 WESZ | Edinburgh Rugby | 34 : 28        | Bulls | Edinburgh Rugby Stadium, Edinburgh Zuschauer: 4737 Schiedsrichter: Pierre Brousset (Frankreich) |
| 12. April 2025 12:30 WESZ | Versuche: Lang (2) 3. erh., 24. erh. Bradbury 24. erh. Gilchrist 42. erh. Erhöhungen: Thompson (4/4) Straftritte: Thompson (2/2) 37., 59. | (24:7) Bericht | Versuche: Kriel (2/2) 16., 76. Strafversuch 46. Hanekom 49. erh. Erhöhungen: Johannes (1/1) Goosen (2/2) | Edinburgh Rugby Stadium, Edinburgh Zuschauer: 4737 Schiedsrichter: Pierre Brousset (Frankreich) |

| 12. April 2025 17:30 WESZ | Ospreys | 18 : 20         | Lyon Olympique Universitaire                                                                           | Swansea.com Stadium, Swansea Zuschauer: 3723 Schiedsrichter: Andrew Brace (Irland) |
| 12. April 2025 17:30 WESZ | Versuche: J. Morgan 25. erh. McGuigan 70. n.erh. Erhöhungen: Edwards (1/2) Straftritte: Edwards (2/2) 19., 54. | (10:13) Bericht | Versuche: Rattez 6. erh. Guillard 50. erh. Erhöhungen: Berdeu (2/2) Straftritte: Berdeu (2/2) 21., 34. | Swansea.com Stadium, Swansea Zuschauer: 3723 Schiedsrichter: Andrew Brace (Irland) |

| 12. April 2025 20:00 WESZ | Connacht Rugby | 40 : 43         | Racing 92 | Galway Sportsgrounds, Galway Zuschauer: 6217 Schiedsrichter: Christophe Ridley (England) |
| 12. April 2025 20:00 WESZ | Versuche: Aki 2. erh. Prendergast (2) 8. erh., 29. erh. Strafversuch 12. Murphy 72. n.erh. Forde 78. erh. Erhöhungen: Hanrahan (4/5) | (28:24) Bericht | Versuche: Naituvi 5. n.erh. Escobar 18. n.erh. Le Garrec (2) 24. erh., 48. erh. Tuisova 33. erh. Erhöhungen: Lancaster (2/4) Le Garrec (2/3) Straftritte: Lancaster (1/2) 42. Le Garrec (2/3) 56., 64. Dropgoals: Farrell (1/1) 53. | Galway Sportsgrounds, Galway Zuschauer: 6217 Schiedsrichter: Christophe Ridley (England) |

| 13. April 2025 17:30 WESZ | Bath Rugby | 61 : 26         | Gloucester Rugby                                                                                           | Recreation Ground, Bath Zuschauer: 9445 Schiedsrichter: Sam Grove-White (Schottland) |
| 13. April 2025 17:30 WESZ | Versuche: de Glanville 3. erh. Dunn 10. n.erh. Griffin 14. erh. Spencer 29. erh. Barbeary (2) 38. erh., 50. erh. Coetzee 65. erh. Hill 70. erh. Carr-Smith 78. erh. Erhöhungen: Russell (8/9) | (33:19) Bericht | Versuche: Carreras 6. erh. Singleton 22. erh. Morris 36. n.erh. Ludlow 73. erh. Erhöhungen: Carreras (3/4) | Recreation Ground, Bath Zuschauer: 9445 Schiedsrichter: Sam Grove-White (Schottland) |

### Halbfinale
| 3. Mai 2025 15:00 WESZ | Edinburgh Rugby | 34 : 39         | Bath Rugby | Edinburgh Rugby Stadium, Edinburgh Zuschauer: 7989 Schiedsrichter: Nika Amaschukeli (Georgien) |
| 3. Mai 2025 15:00 WESZ | Versuche: Tuipulotu 18. erh. Strafversuch 42. Price 64. erh. Erhöhungen: Thompson (2/2) Straftritte: Thompson (1/2) 37. | (10:12) Bericht | Versuche: Underhill 8. erh. Dunn (2) 30. n.erh., 53. erh. Barbeary 59. n.erh. Annett 75. erh. Pepper 78. erh. Erhöhungen: Russell (3/6) Straftritte: Russell (1/1) 63. | Edinburgh Rugby Stadium, Edinburgh Zuschauer: 7989 Schiedsrichter: Nika Amaschukeli (Georgien) |

| 4. Mai 2025 13:30 MESZ | Lyon Olympique Universitaire                                                                                             | 29 : 15        | Racing 92                                                                                            | Stade de Gerland, Lyon Zuschauer: 13.205 Schiedsrichter: Karl Dickson (England) |
| 4. Mai 2025 13:30 MESZ | Versuche: Rattez 27. erh. Saghinadse 50. erh. Erhöhungen: Berdeu (2/2) Straftritte: Berdeu (5/7) 24., 47., 62., 67., 72. | (10:8) Bericht | Versuche: Escobar 35. n.erh. Labarbe 54. erh. Erhöhungen: Tedder (1/2) Straftritte: Tedder (1/2) 22. | Stade de Gerland, Lyon Zuschauer: 13.205 Schiedsrichter: Karl Dickson (England) |

### Finale
| 23. Mai 2025 20:00 WESZ | Bath Rugby | 37 : 12        | Lyon Olympique Universitaire                                          | Millennium Stadium, Cardiff Zuschauer: 36.705 Schiedsrichter: Hollie Davidson (Schottland) |
| 23. Mai 2025 20:00 WESZ | Versuche: Dunn 18. erh. Ojomoh 24. erh. Obano 50. erh. Spencer 62. erh. Erhöhungen: Russell (4/4) Straftritte: Russell (3/3) 8., 42., 71. | (17:5) Bericht | Versuche: Dumortier 3. n.erh. Botha 44. erh. Erhöhungen: Berdeu (1/2) | Millennium Stadium, Cardiff Zuschauer: 36.705 Schiedsrichter: Hollie Davidson (Schottland) |

## Statistik
Quelle: epcrugby.com

### Meiste erzielte Versuche
|    | Name         | Versuche | Verein          |
| -- | ------------ | -------- | --------------- |
| 1. | Jac Morgan   | 4        | Ospreys         |
| 1. | Josh Macleod | 4        | Scarlets        |
| 1. | Wes Goosen   | 4        | Edinburgh Rugby |
| 1. | Ali Price    | 4        | Edinburgh Rugby |
| 1. | Josh Adams   | 4        | Cardiff Rugby   |

### Meiste erzielte Punkte
|    | Name          | Punkte | Verein                       |
| -- | ------------- | ------ | ---------------------------- |
| 1. | Léo Berdeu    | 66     | Lyon Olympique Universitaire |
| 2. | Axel Desperes | 61     | Section Paloise              |
| 3. | Dan Edwards   | 45     | Ospreys                      |
| 4. | Luka Matkawa  | 39     | Black Lion                   |
| 5. | Ross Thompson | 38     | Edinburgh Rugby              |